# Baseldonk
Baseldonk (ook: Baseldonck of Onze Lieve Vrouwe ad Portam Coeli) is een convent van de Wilhelmieten te 's-Hertogenbosch dat bestond van 1205 tot 1629.
Het klooster werd gesticht door Wynandus van Basel, waardoor het aan zijn naam kwam. Het bevond zich oorspronkelijk in de Vrijdom van 's-Hertogenbosch. In de huidige Aawijk tussen Sluis 0 en de Lambooijbrug. Blijkbaar verwierf het klooster nogal wat rijkdommen. Het werd in 1525 geplunderd door de bevolking. Het klooster mocht niet meer dan 12 monniken tellen, die allen uit de gegoede burgerij van 's-Hertogenbosch voortkwamen.
In 1542 werd het gebouw echter gesloopt, omdat de vijand (lees: Maarten van Rossum) zich daar zou kunnen verschansen. De monniken namen hun intrek in het Fraterhuis te 's-Hertogenbosch en in 1543 kochten ze aldaar een pand op de Windmolenberg, tussen het Klooster Bethanië en het Heymgasthuis. Ook het laatste pand werd aangekocht en in 1545 volgden verdere aankopen. In 1566 volgde opnieuw tweemaal een plundering vanwege de Beeldenstorm.
De Val van 's-Hertogenbosch in 1629 leidde tot de verbeurdverklaring van de kloostergoederen. De monniken trokken weg naar Bokhoven, Oisterwijk, en Turnhout. De laatste kloosterling stierf aldaar in 1678.
Uiteindelijk kwamen, na de nodige juridische strijd, de bezittingen van Baseldonk omstreeks 1678 aan het Wilhelmietenklooster Monasterium beatae Mariae te Huijbergen.

## Bekende kloosterlingen
- Simon Pelgrom, prior en historicus
- Jacob van Oudenhoven, predikant en historicus